# مودود جشتي
خواجه قطب الدين مودود جشتي هو عالم صوفي ومؤسس الطريقة الجشتية، وله ضريح معروف في بلدة جشت في أفغانستان.